# 10 South LaSalle
El rascacielos 10 South LaSalle es un edificio de 153 m de altura, enclavado en el centro de Chicago, Illinois. Fue terminado en 1986 y tiene 37 plantas. El estudio Moriyama & Teshima Architects diseñó el edificio, uno de los más altos de la ciudad. En concreto, 10 South La Salle ocupa el puesto 87.º entre los edificios más altos de la ciudad. 

## Estructura
Los primeros cuatro pisos de la torre están hechos de la fachada original del Otis Edificio, el edificio original en este sitio.